# Corporación de Desarrollo de la Mujer La Morada
La Corporación de Desarrollo de la Mujer La Morada, Casa de la Mujer La Morada, o simplemente La Morada, es una organización no gubernamental (ONG) chilena, sin fines de lucro, que trabaja para expandir los derechos de las mujeres a través de la participación política, la educación, la cultura y los esfuerzos para erradicar la violencia.

## Historia

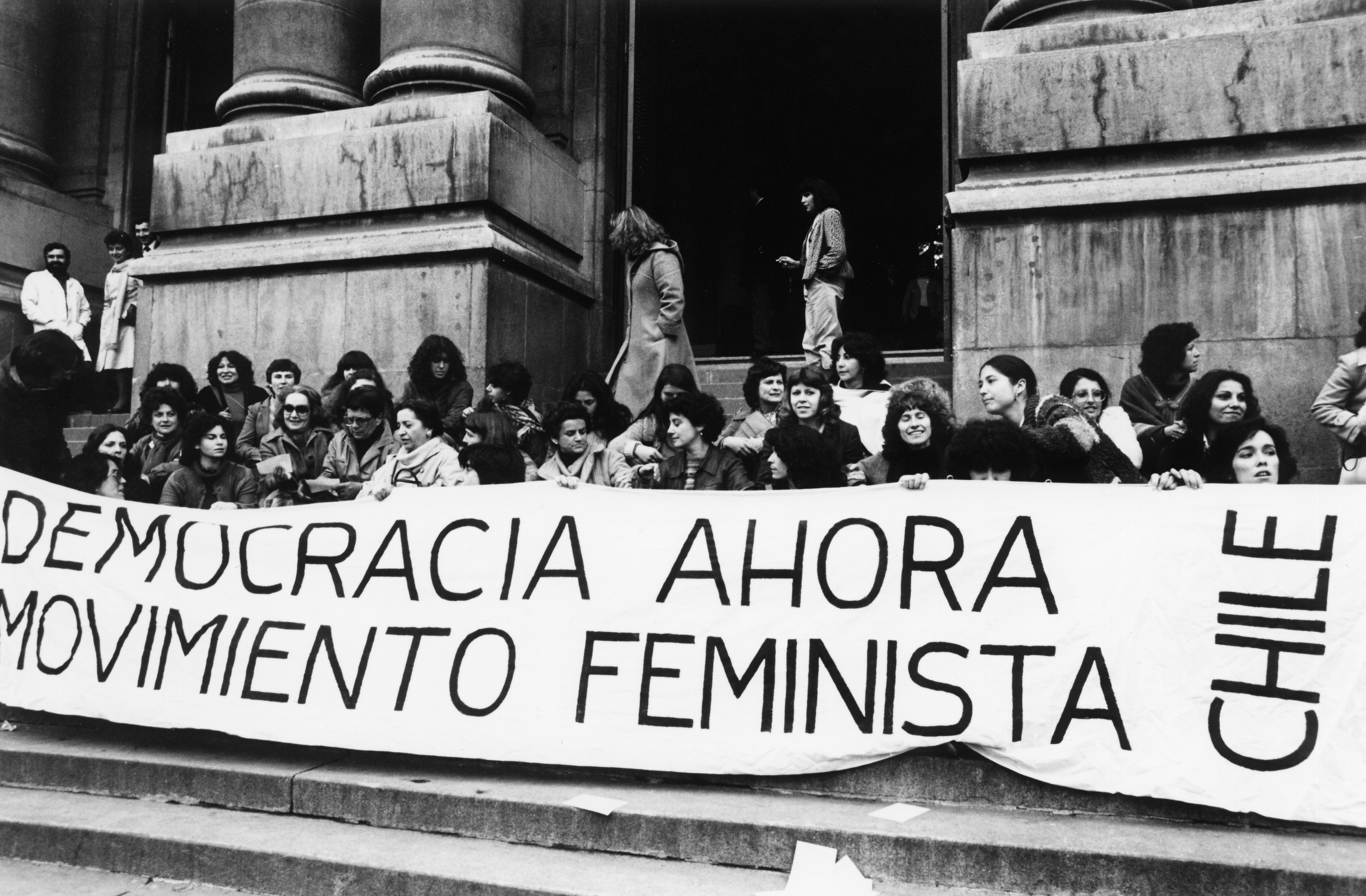
Movimiento feminista en la Biblioteca Nacional en 1983. Fotografía de Kena Lorenzini.

Fundada a finales de 1983 por mujeres feministas como Julieta Kirkwood, Eliana Largo, María Antonieta Saa, Margarita Pisano, Patricia Villanueva, Liliana Letelier, y otras, en el contexto del movimiento feminista y de mujeres en la dictadura militar de Chile (1973-1990), cuando el Círculo de Estudios de la Mujer se dividió en dos proyectos, tras su expulsión de la Academia de Humanismo Cristiano, por un lado, el Centro de Estudios de la Mujer (CEM), orientado a la investigación; y, por el otro, en la Casa de la Mujer La Morada, enfocada en el activismo político del movimiento feminista. Concebida como un espacio abierto para la acción política y el encuentro de las mujeres, fue el lugar de creación y surgimiento del movimiento feminista de los años 80 en Chile, bajo el lema “democracia en el país y en la casa”, cuya primera aparición pública se realizó en las afueras de la Biblioteca Nacional. Allí se desarrollaron diversos talleres, charlas, debates y encuentros, donde se reunían en su mayoría mujeres profesionales de clase media, entre las que destacaron Julieta Kirkwood, Margarita Pisano, Eliana Largo, María Antonieta Saa, Raquel Olea, Vicky Quevedo, Verónica Matus, entre otras. En La Morada se creó la primera biblioteca en el país especializada en temáticas feministas, la que fue incendiada durante la dictadura.
La Morada ha contribuido al desarrollo de programas de apoyo a organizaciones de mujeres y creó, en 1989, el primer programa para la sensibilización y atención a mujeres en situación violencia doméstica en Chile. A través de su Centro Clínico y de Investigación Eloísa Díaz, ofrece asesoramiento legal y psicológico a víctimas de violación y acoso sexual, y ha realizado investigaciones relevantes en el campo de la violencia, violencia sexual, adolescencia, sexualidades, psicoterapia y género, clínica y escritura.

## Boletín La Morada
Como forma de difusión, La Morada publicó por alrededor de dos años (1986-1987) un boletín gratuito denominado "Boletín La Morada", concebido principalmente como vehículo para dar a conocer los eventos que se realizaban en la Casa, como también las actividades en que el colectivo participaba. En él se comunicaba información sobre talleres, lanzamientos de libros, encuentros, asesorías legal y sicológica, seminarios, exposiciones, etc., algunas de las cuales eran actividades regulares, como los lunes abiertos, los miércoles comunicativos, o los espacios debates organizados cada 15 días.

## Radio Tierra
En 1991 La Morada fundó un proyecto comunicacional emblemático con la Radio Tierra, primera radio feminista gestionada y operada sólo por mujeres. Abordaba temas que no tenían cobertura en medios tradicionales como feminismo, diversidad sexual, derechos sexuales y reproductivos, literatura, entre otros, y se consolidó como un medio independiente donde por años las feministas, las disidencias sexuales y organizaciones sociales tuvieron un espacio. Radio Tierra dejó de emitir desde su radiofrecuencia en septiembre de 2013 y desde 2019 opera en formato digital por Internet.

## Publicaciones
La Morada logró instalar en el debate público la reflexión acerca de la constitución de una conciencia de género y de la ciudadanía de las mujeres. Conforme a estos lineamientos, el organismo ha generado un amplio número de publicaciones en torno a los estudios de género y su alcance sobre ámbitos fundamentales como la educación, la sexualidad, los derechos humanos, la memoria social, la literatura y la historia.